# Circular Panorama of the Electric Tower and Pond
Pour plus de détails, voir Fiche technique et Distribution.
Circular Panorama of the Electric Tower and Pond est un film américain muet et en noir et blanc sorti en 1901.

## Fiche technique
- Titre : Circular Panorama of the Electric Tower and Pond
- Production : Edison Manufacturing Company
- Genre : Documentaire
- Dates de sortie :
  -  États-Unis : 8 juin 1901